# Patrick Kluivert
Patrick Stephan Kluivert (født 1. juli 1976) er en tidligere hollandsk fodboldspiller, som spillede som angriber. Hans mor kommer fra Curaçao og hans far fra Surinam. Han har blandt andet repræsenteret AFC Ajax, FC Barcelona og Valencia CF.
Kluivert har i løbet af sin karriere bl.a. vundet UEFA Champions League, blevet topscorer ved EM 2000 og er den mest scorende spiller for Hollands fodboldlandshold.
I 2004 blev han valgt til FIFA 100, en liste over de 125 bedste nulevende fodboldspillere valgt af Pelé som en del af FIFA's 100-års jubilæum.
Han er far til fodboldspiller Justin Kluivert. 

## Klubkarriere

### Ajax
Kluivert var en del Ajax's "gyldne generation" i 1990'erne. Han kom på holdets ungdomsakademi efter at være blevet set spille for Schellingwoude, en lille klub i Amsterdams nordlige forstæder. Han fik den 21. august 1994 som 18-årig debut på Ajax' seniorhold i en sejr i den hollandske supercup mod ærkerivalerne fra Feyenoord, hvor han også scorede sit første mål. I sæsonen 1994-95 markerede Kluivert sig sammen med andre hollændere fra ungdomsakademiet inklusiv Edgar Davids, Clarence Seedorf og Edwin van der Sar i europæisk fodbold, da Ajax vandt UEFA Champions League. I finalen mod AC Milan i Wien blev han skiftet ind og scorede i det 85. minut det afgørende mål. De følgende år var han en af frontmændene i Ajax, før han i 1997 skiftede til AC Milan.

### AC Milan
Karrieren startede udmærket i AC Milan, da han scorede et bemærkelsesværdigt mål i en venskabskamp mod Juventus. På dette tidspunkt begyndte Kluiverts privatliv dog at give problemer. Efter kun at have scoret seks mål i Serie A skiftede han til FC Barcelona.

### Barcelona
I FC Barcelona blev Kluivert genforenet med Louis van Gaal, som tidligere havde været hans træner i Ajax. Han udgjorde sammen med Rivaldo en succesrig angrebsduo, og Barcelona vandt La Liga 1998-99. I sommeren 2004 udløb hans kontrakt med klubben.

### Newcastle
Kluivert skiftede til Newcastle United den 21. juli 2004 og skulle i angrebet spille sammen med engelske Alan Shearer. Han lagde fint ud i Premier League, men på grund af konstante problemer med knæet faldt niveauet i forårssæsonen. Klubben valgte ikke at forlænge hans kontrakt.

### Valencia
Efter opholdet i England besluttede Kluivert sig for at vende tilbage til Spanien, hvor han skulle spille i Valencia CF. I kontrakten blev en speciel klausul inkluderet, som gav klubben lov til at fyre ham, hvis han viste manglende disciplin udenfor banen. I juli 2006 fik han at vide, at klubben ikke havde brug for ham, og at han kunne finde en ny klub. Dette var efter en sæson, hvor han kun havde spillet 202 minutter og været skadet det meste af tiden.

### PSV
På trods af rygter om at Kluivert ville vende hjem til Ajax, fik han comeback i æresdivisionen for PSV Eindhoven, som han skrev en etårig kontrakt med. Ligesom i Ajax fik han sin debut mod Feyenoord, og endnu engang scorede han imod dem. I en del af sæsonen 2006-07 var Kluivert skadet, hvilket begrænsede spilletiden. I kampen mod hans tidligere klub Ajax på Philips Stadion nægtede han at fejre sin scoring. Kluivert forlod klubben i juni 2007.

### Lille
Den 25. juli 2007 afviste Kluivert Sheffield Wednesday fra The Championship, men få dage efter blev det annonceret, at han skiftede til den franske Ligue 1-klub Lille. Første sæson i klubben bød på blandede oplevelser; han startede inde relativt få gange, men scorede til gengæld flere mål og lagde op til andre. Han indstillede sin karriere i 2010.

## Landholdskarriere
Kluivert gik på grund af en knæskade glip af EM 1996, hvor Holland nåede til kvartfinalen.
Ved VM 1998 modtog han i kampen mod Belgien et rødt kort af dommer Pierluigi Collina efter at have ramt Lorenzo Staelens med sin albue. Kluivert forbedrede dog senere sin indsats i turneringen ved i kvartfinalen mod Argentina at score Hollands første mål. Med et hovedstødsmål mod Brasilien i semifinalen udlignede han til stillingen 1-1. Hollænderne tabte kampen efter en straffesparkskonkurrence.
EM 2000 var et af højdepunkterne i Kluiverts fodboldkarriere. I 6-1-sejren over Jugoslavien i kvartfinalen scorede han et hattrick. Kluivert måtte dog i semifinalen endnu engang se sit hold ryge ud af en slutrunde efter straffespark. I denne kamp mod Italien brændte Holland i den ordinære kamp to straffespark (det ene stod Kluivert for) inden straffesparkskonkurrencen blev tabt. Trods nederlaget huskes han dog bedst for sine store præstationer foran hjemmepublikummet. Kluivert scorede fem mål i lige så mange kampe og blev delt topscorer sammen med Savo Milošević.
Kluivert var en del af den hollandske trup ved EM 2004, og han beholdte oven i købet sin berømte trøje nr. 9. Turneringen blev dog en enorm skuffelse, da landstræneren Dick Advocaat valgte at se bort fra ham i samtlige holdets kampe. Han fik som den eneste hollandske spiller ikke et eneste minut på banen.
Den efterfølgende landstræner Marco van Basten udtog hverken Kluivert til VM-kvalifikationen eller selve VM 2006. Valget skete bl.a. på grund af, at han det meste af sæsonen 2005-06 var ude med vedvarende skader. Kluiverts landsholdholdskarriere ser på nuværende tidspunkt, hvor Marco van Basten fortsætter som landstræner indtil EM 2008, ud til at være færdig.

## Privatliv
I 1997 blev Kluivert anklaget for manddrab efter at have været involveret i en alvorlig bilulykke. Han blev idømt samfundstjeneste og frakendt kørekortet. Samme år anklagedes han desuden også for voldtægt, men blev frifundet på grund af manglende beviser.
Kluivert er gift med frisøren Rosanna Lima. Den 24. september 2007 fik han sin fjerde søn, Shane Patrick.

## Titler
- Ajax
  - Hollands supercup 1994, 1995
  - Æresdivisionen 1995, 1996
  - UEFA Champions League 1995
  - UEFA Super Cup 1995
  - Intercontinental Cup 1995
- FC Barcelona
  - La Liga 1999
- PSV
  - Æresdivisionen 2007